# Crímenes de guerra del Imperio del Japón

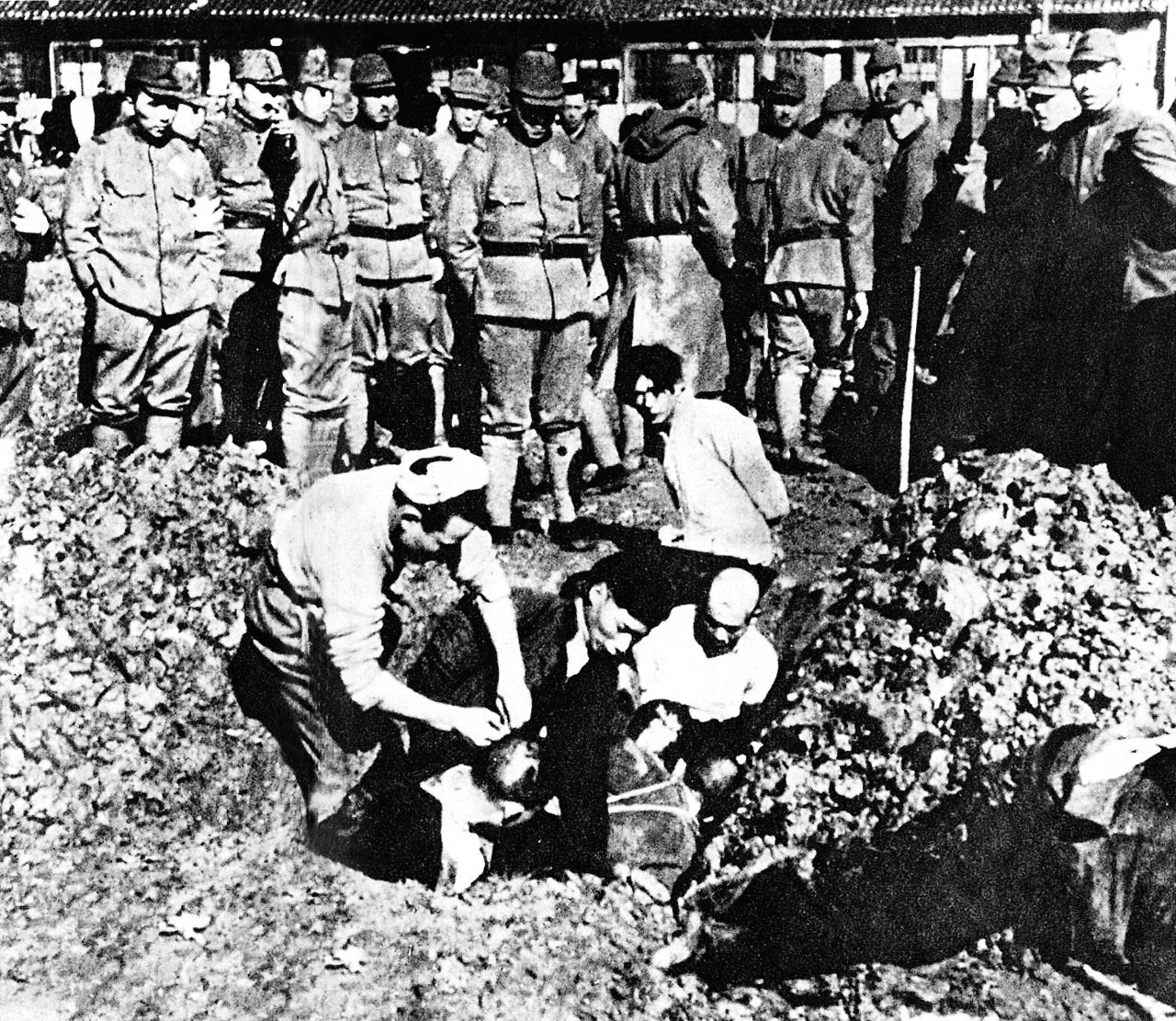
Civiles chinos enterrados vivos.

Los crímenes de guerra japoneses se refieren a aquellos crímenes ocurridos durante el período de expansionismo japonés, principalmente durante la segunda guerra sino-japonesa y la Segunda Guerra Mundial. También se utilizan los términos Holocausto asiático o atrocidades de guerra japonesas para referirse a estos hechos. Algunos crímenes de guerra fueron cometidos por personal militar del Imperio del Japón a fines del siglo XIX, aunque la mayor parte tuvo lugar durante la primera parte de la Era Shōwa, período que designa al reinado del emperador Hirohito hasta la derrota militar del Imperio japonés en agosto de 1945.
De manera oficial, historiadores y gobiernos de varios países han considerado al personal militar del Imperio del Japón, es decir, al Ejército Imperial Japonés y a la Armada Imperial Japonesa, como los responsables de las matanzas y otros crímenes cometidos contra varios millones de civiles y prisioneros de guerra en el curso de la primera mitad del siglo XX.

## Definiciones

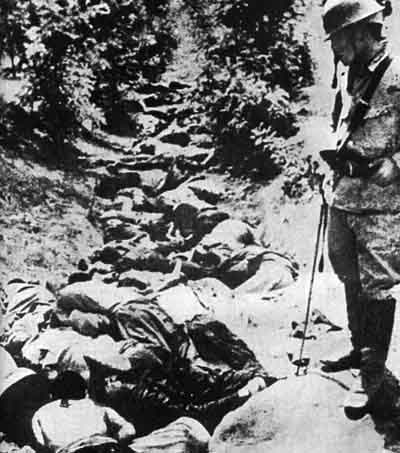
Una zanja llena de cadáveres de civiles chinos asesinados por soldados japoneses en la ciudad de Xuzhou (China), el 21 de mayo de 1938.

La fotografía de la masacre de Xuzhou que se encuentra en la Universidad Princeton y aparece en Wikipedia no tiene una fecha exacta indicada en la fuente disponible. La masacre en Xuzhou está vinculada a la batalla que tuvo lugar entre el 9 de febrero y el 21 de mayo de 1938, cuando las fuerzas japonesas capturaron la ciudad, por lo que cualquier masacre relacionada ocurrió probablemente en ese período, culminando alrededor del 21 de mayo de 1938. Sin embargo, no hay una fecha precisa documentada para la masacre en sí en las fuentes consultadas ni en Wikipedia, solo se menciona el contexto bélico y la ocupación japonesa de la ciudad en esa fecha.
.]]
Los crímenes de guerra han sido definidos en la Carta de Londres como «violaciones de las leyes o costumbres de guerra, incluyendo crímenes contra civiles enemigos y combatientes enemigos». El personal militar del Imperio de Japón ha sido acusado o condenado por cometer muchos de tales actos durante el periodo del imperialismo japonés desde finales del siglo XIX hasta mediados del siglo XX. Han sido acusados de llevar a cabo una serie de abusos contra los derechos humanos de civiles y prisioneros de guerra a lo largo del Sureste Asiático y la región occidental del océano Pacífico. Estos eventos alcanzaron su punto cumbre durante la Segunda Guerra Sino-japonesa de 1937–1945 y las campañas asiáticas y del Pacífico de la Segunda Guerra Mundial (1941-1945).

### Derecho internacional y ley japonesa
Si bien el Imperio de Japón no era signatario de las Convenciones de Ginebra que habían provisto la definición estándar de crímenes de guerras a partir de 1864, los crímenes cometidos se englobaban dentro de otros aspectos del Derecho internacional y la legislación japonesa. Por ejemplo, muchos de los presuntos crímenes cometidos por personal japonés durante la Segunda Guerra Mundial infringían la ley militar y no fueron objeto de una corte marcial, como era requerido por ley. Asimismo, el Imperio violó tratados internacionales firmados por Japón, incluyendo las provisiones de las Conferencias de La Haya de 1899 y 1907, tales como la prohibición del uso de armas químicas y la protección de prisioneros de guerra.
El gobierno japonés también firmó el Pacto Briand-Kellogg (1929), de tal modo que las acciones cometidas entre 1937 y 1945 eran imputables en los cargos de crímenes contra la paz, un cargo que fue introducido en el Tribunal Penal Militar Internacional para el Lejano Oriente para procesar a los criminales de guerra de «clase A». Los criminales de guerra de «clase B» fueron aquellos encontrados culpables de crímenes de guerra per se, mientras que los criminales de guerra de «clase C» fueron aquellos declarados culpables de crímenes contra la humanidad. El gobierno japonés también aceptó los términos puestos por la Declaración de Potsdam (1945) al final de la guerra, incluyendo la provisión en el artículo 10 de castigo a «todos los criminales de guerra, incluyendo a aquellos que han infligido crueldad sobre nuestros prisioneros».
El Tribunal Penal Militar Internacional para el Lejano Oriente no procesó los supuestos crímenes de guerra que involucraban a oficiales de rango medio o personal de rango inferior. Aquellos fueron tratados por separado en otras ciudades a lo largo de la región del Asia-Pacífico. En este mismo sentido, la ley japonesa no define a aquellos condenados en los juicios posteriores a 1945 como criminales, a pesar del hecho de que los gobiernos de Japón han aceptado los juicios llevados a cabo en los tribunales y en el Tratado de San Francisco (1952), en el cual no se menciona la validez legal del tribunal. El primer ministro Shinzō Abe ha abogado por la posición de que Japón aceptó el Tribunal de Tokio y sus juicios como una condición para el fin de la guerra, pero que sus veredictos no tienen relación con la legislación interna. De acuerdo a esta perspectiva, aquellos condenados por crímenes de guerra en dicho tribunal no son criminales bajo la ley japonesa.

### Alcance histórico y geográfico
Fuera de Japón, diferentes sociedades utilizan periodos de referencia distintos para los crímenes de guerra japoneses. Así, la ocupación japonesa de Corea que fue impuesta en 1910 por los militares japoneses y fue seguida por la privación de libertades civiles y la explotación del pueblo coreano. Por este motivo, algunos coreanos se refieren a los «crímenes de guerra japoneses» como eventos que ocurrieron durante el periodo de 1910 (o antes) a 1945.
En contraste, los Aliados occidentales no entraron en conflicto con Japón hasta 1941, de forma que los habitantes de América del Norte, Australasia, el Sureste Asiático y Europa pueden considerar los «crímenes de guerra japoneses» como eventos que tuvieron lugar entre 1941 y 1945.
Los crímenes de guerra japoneses no fueron siempre llevados a cabo por personal de etnia japonesa. Una pequeña minoría de personal en todo país asiático y del Pacífico invadido u ocupado por Japón colaboraron con los militares japoneses, o incluso sirvieron en las fuerzas armadas japonesas, por una amplia variedad de razones, tales como privación económica, coerción o antipatía hacia otras potencias imperialistas.
La soberanía del Imperio de Japón sobre Corea y Formosa (Taiwán) en la primera mitad del siglo XX fue reconocida por acuerdos internacionales —el Tratado de Shimonoseki (1895) y el Tratado de anexión Japón-Corea (1910)— y fueron considerados en la época partes integrantes del Imperio del Japón; sin embargo, la legalidad de estos tratados está en cuestionamiento.

## Antecedentes

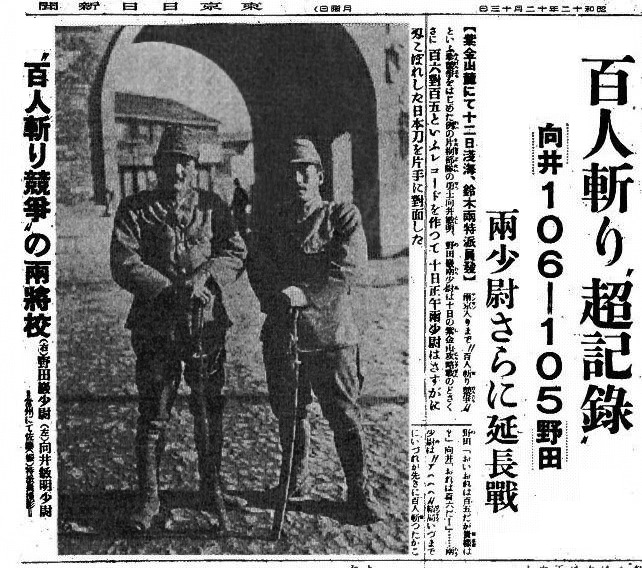
Dos oficiales japoneses, Toshiaki Mukai y Tsuyoshi Noda compitiendo para ver quién mataba (con una espada) primero a cien personas. El titular en negritas dice: «"Récord increíble" (en la Competencia para matar a 100 personas —Mukai 106–105 Noda— Ambos tenientes van a los extras».

### Cultura militar e imperialismo japonés
La cultura militar, especialmente durante la fase de expansionismo japonés tuvo gran importancia en la conducta de los militares japoneses antes y durante la Segunda Guerra Mundial.
Siglos atrás, los guerreros medievales samurái del Japón habían aprendido a obedecer sin cuestionamientos a sus señores, así como a ser valientes en combate. Tras la Restauración Meiji y el colapso del Shogunato Tokugawa, el Emperador de Japón se convirtió en el centro de la lealtad militar. Durante la denominada «Edad del Imperio» a fines del siglo XIX, Japón siguió el camino de las otras potencias mundiales para desarrollar un imperio, persiguiendo este objetivo de manera agresiva. Como las otras potencias imperiales, la cultura popular japonesa se volvió crecientemente jingoísta hacia el final del siglo XIX y principios del siglo XX. El ascenso del nacionalismo japonés se debe en parte a la adopción del Sintoísmo como la religión de Estado desde 1890, incluyendo su incorporación en el sistema educativo. El sintoísmo sostenía que el Emperador era un ser divino debido a que se le consideraba un descendiente de la diosa del Sol, Amaterasu. Esto permitió justificar la exigencia de obediencia incondicional al emperador y a sus representantes.
La victoria obtenida por el Japón en la Primera Guerra Sino-japonesa (1894-1895) significó su ascenso al rango de potencia militar mundial. A diferencia de otras grandes potencias, Japón no firmó las Convenciones de Ginebra que estipulaba el tratamiento humanitario a los civiles y prisioneros de guerra hasta después de la Segunda Guerra Mundial (1939-1945); sin embargo, una proclamación imperial de (1894) establecía que los soldados debían hacer todos los esfuerzos por ganar la guerra sin violar el derecho internacional. Según el historiador Yuki Tanaka, las tropas japoneses liberaron a 1790 prisioneros chinos sin sufrir daño durante la Primera Guerra Sino-Japonesa, una vez que firmaron un acuerdo de no tomar las armas nuevamente contra Japón. Después de la Guerra Ruso-Japonesa (1904-1905), todos los 79 367 prisioneros del Imperio ruso fueron liberados y se les pagó por el trabajo realizado, de acuerdo a la Convención de La Haya. De manera similar, el comportamiento de los militares japoneses en la Primera Guerra Mundial (1914-1918) fue, por lo menos, tan humanitario como el de las fuerzas militares de otros países.

### Los eventos de los años 1930 y 1940
Para fines de los años treinta, el ascenso del militarismo en Japón creó al menos similitudes superficiales entre la amplia cultura militar japonesa y aquella del personal militar de élite de la Alemania nazi, tales como los miembros de la SS. Japón también tuvo una policía secreta militar conocida como el Kempeitai, parecido a la Gestapo nazi en el rol desempeñado al anexar y ocupar países.
Como en otras dictaduras, la brutalidad irracional, el odio y el miedo se convirtieron en lugares comunes. Los errores percibidos como fracaso o una devoción insuficiente hacia el Emperador traían como consecuencia castigos, frecuentemente, de tipo físico. En el ejército, los oficiales agredían y golpeaban a los hombres bajo su mando, quienes harían lo mismo a los de menor rango y así hasta los escalones inferiores de la jerarquía. En los campos de prisioneros de guerra, esto tenía como resultado que los prisioneros, situados en lo más bajo del escalafón, recibieran las peores palizas de todos.

## Los crímenes

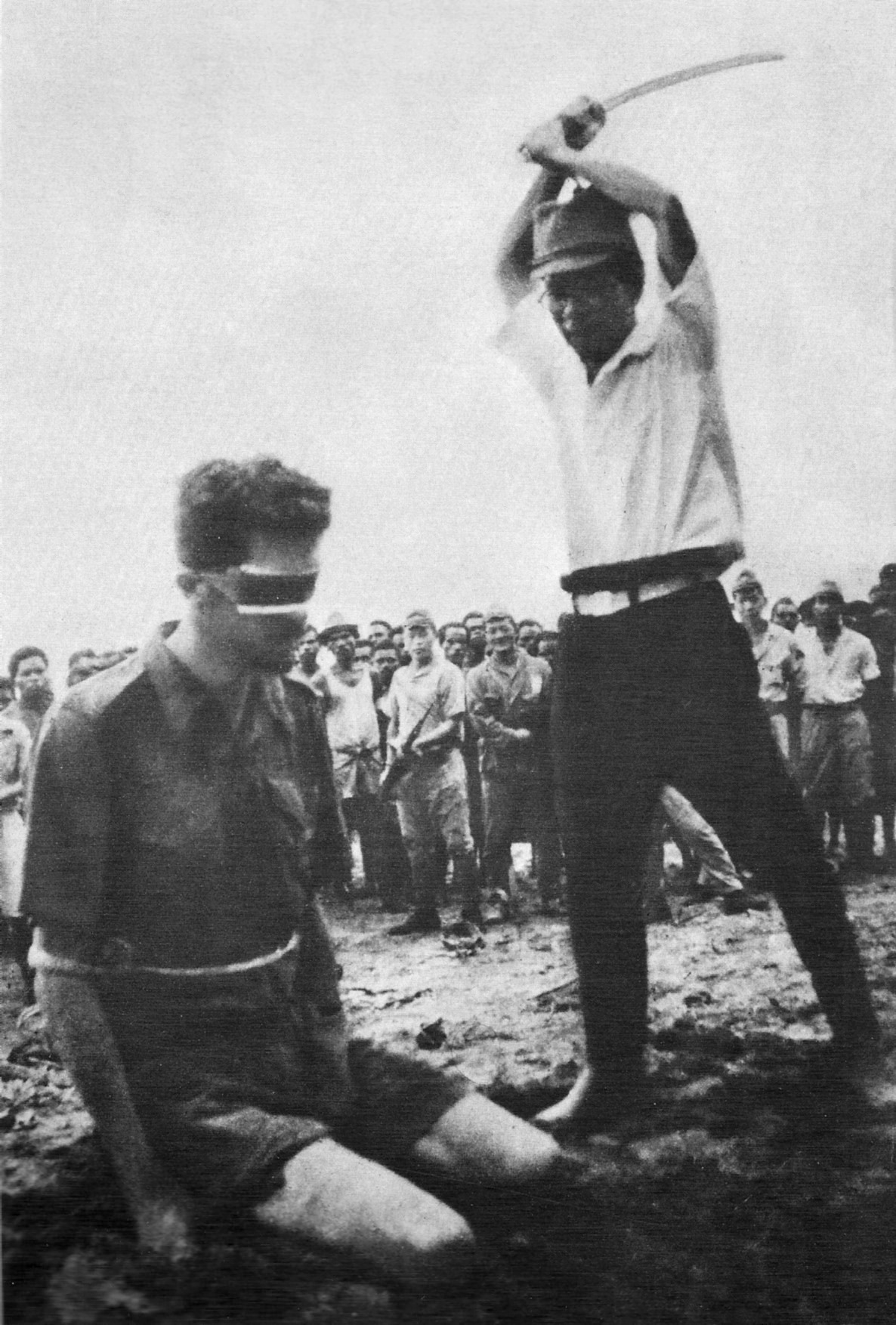
Aitape, Nueva Guinea, 1943. Un soldado australiano, sargento Leonard Siffleet, a punto de ser decapitado con una katana. Muchos prisioneros de guerra aliados fueron ejecutados por las fuerzas japonesas durante la Guerra del Pacífico (1937-1945). El verdugo Yasuno Chikao, más tarde capturado y sentenciado a la horca, conmutó su sentencia por diez años de prisión.

Debido a la gran escala de sufrimiento causada por el ejército japonés durante las décadas de 1930 y 1940, es a menudo comparada con aquella ocasionada por el ejército de la Alemania Nazi entre 1933 y 1945. Mucha de la controversia sobre el rol de Japón en la Segunda Guerra Mundial gira en torno a las tasas de mortalidad de los prisioneros de guerra y civiles durante la ocupación japonesa. El historiador Chalmers Johnson ha escrito que:

...tratar de establecer cuál de los dos agresores del Eje, Alemania o Japón, fue el más brutal hacia los pueblos que persiguió no tendría sentido. Los alemanes mataron a seis millones de judíos y veinte millones de rusos [sic, por soviéticos]; los japoneses masacraron a treinta millones de filipinos, malayos, vietnamitas, camboyanos, indonesios y birmanos y, al menos, a veintitrés millones de etnia china. Ambas naciones saquearon los países que conquistaron a una escala monumental, aunque Japón robó más durante un periodo más largo que los nazis. Ambos conquistadores esclavizaron a millones y los explotaron como mano de obra forzada —y, en el caso de los japoneses, como esclavas sexuales, mujeres de consuelo para las tropas en la línea de combate. En el caso de ser prisionero de guerra de los nazis procedente del Reino Unido, Estados Unidos, Australia, Nueva Zelandia o Canadá (pero no Rusia), se enfrentaban a una tasa de mortalidad del 4%; [en comparación] la tasa de mortalidad para los prisioneros de guerra aliados detenidos por los japoneses era de casi el 30%.

De acuerdo a los descubrimientos del Tribunal de Tokio, la tasa de mortalidad entre los prisioneros de guerra de los países asiáticos mantenidos por Japón era del 27,1 %. La tasa de mortalidad de los prisioneros de guerra chinos era mucho mayor debido a que las restricciones que mandaba el derecho internacional sobre el tratamiento de estos prisioneros fueron retiradas por una directiva del emperador Hirohito, ratificada el 5 de agosto de 1937. Solo 56 prisioneros de guerra chinos fueron liberados después de la rendición de Japón.
Los soldados aliados en el Pacífico y Asia fueron objeto de la misma «crueldad e indiferencia desalmada por las normas civilizadas» cuando los soldados japoneses, según el historiador Jeff Kingston, refiriéndose al tratamiento de los prisioneros de guerra, entre otros temas. Kingston cita a los documentalistas Jonathan Lewis y Ben Steele, que afirmaron que «la impresión de la guerra como una historia simple de salvajismo japonés ha sido erosionado por la creciente cantidad de evidencia de la brutalidad de parte de los aliados. El tema aquí no es cuál de los dos lados fue peor que el otro, sino que tenían más en común de lo que se había pensado en todo momento...».

### Asesinatos en masa

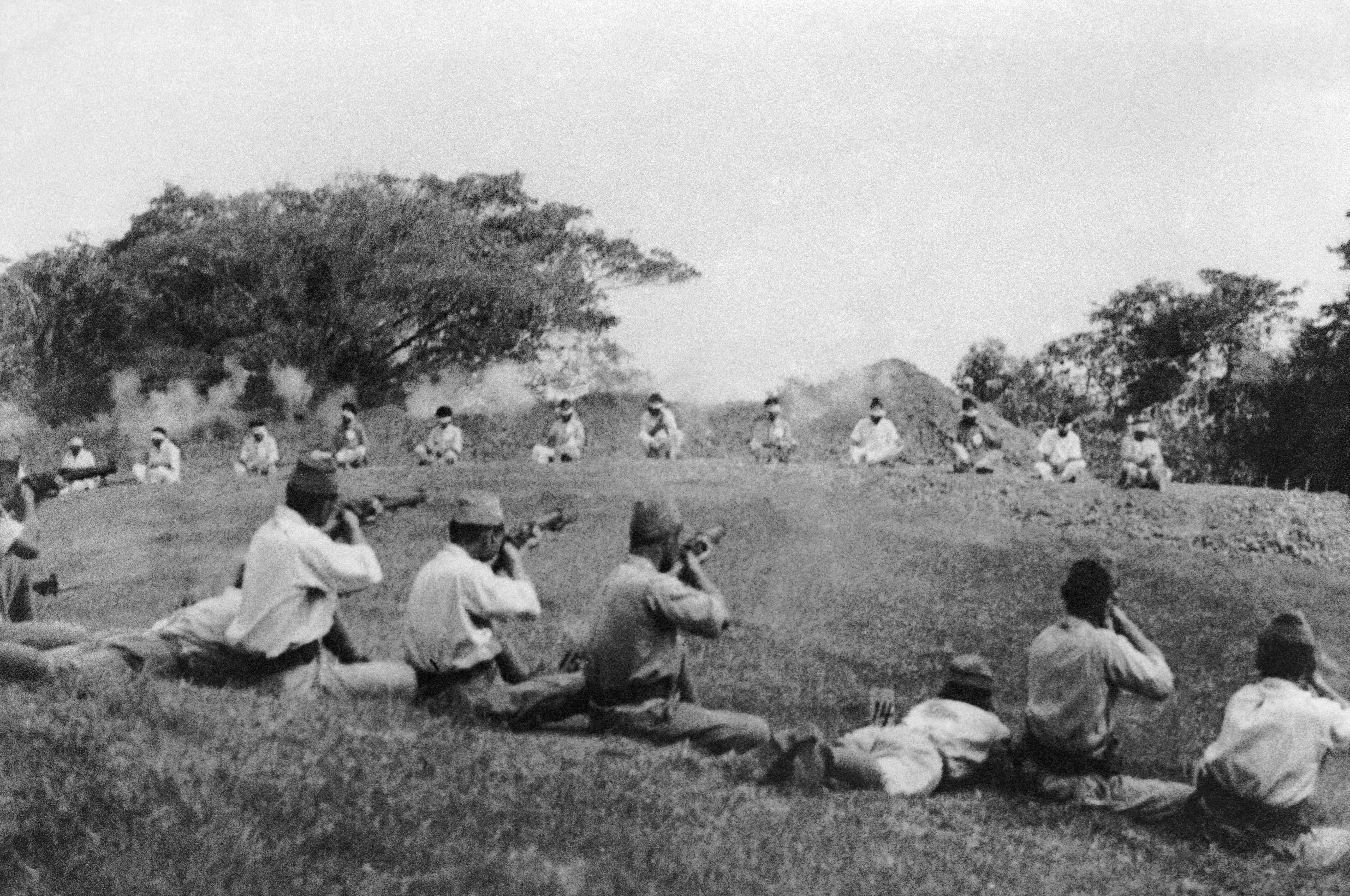
Soldados japoneses ejecutando a prisioneros sijes que tienen los ojos vendados. Esta fotografía se encontró cuando los británicos entraron en Singapur.

Rudolph Joseph Rummel, profesor de ciencia política en la Universidad de Hawái, sostiene que «entre 1937 y 1945, el ejército japonés asesinó entre tres y más de diez millones de personas, más probablemente a seis millones de chinos, indonesios, coreanos, filipinos e indochinos, entre otros, incluyendo prisioneros de guerra occidentales. Este democidio se debió a la bancarrota política y a la estrategia militar, la conveniencia y costumbre militar y a la cultura nacional». Según Rummel, solo en China entre 1937 y 1945, aproximadamente 3,9 millones de chinos fueron asesinados, en su mayoría civiles, como resultado directo de las operaciones japonesas y 10,2 millones en el curso de la guerra.
El incidente más infausto durante este periodo fue la Masacre de Nankín de 1937-1938, cuando el ejército japonés masacró a doscientos mil civiles y prisioneros de guerra, según el Tribunal Penal Militar Internacional para el Lejano Oriente, aunque el número aceptado se encuentra en centenas de miles.Un crimen similar fue la Masacre de Changjiao (treinta mil asesinados entre el 9 y el 12 de mayo de 1943). En el Sureste Asiático, la Masacre de Manila, en Filipinas, tuvo como resultado cien mil civiles muertos; mientras que en la Masacre Sook Ching fueron masacrados entre veinticinco y  cincuenta mil chinos en Singapur. Hubo otras masacres de civiles, como por ejemplo la masacre de Kalagong.
El historiador Mitsuyoshi Himeta sostiene que la Sanko Sakusen —una estrategia de tierra quemada usada por las fuerzas japonesas en China entre 1942 y 1945, y sancionada por el propio Hirohito— fue responsable por sí misma de la muerte de «más de 2,7 millones de civiles chinos». Además, el personal aliado capturado fue masacrado en varios incidentes, tales como la Masacre de Laha, la masacre de la isla de Banka, la masacre de Palawan, la masacre perpetrada por el submarino japonés I-8, etc.

### Experimentos en humanos y armas biológicas
Unidades militares japonesas especiales realizaron experimentos en civiles y prisioneros de guerra en China. Una de las más infaustas fue el Escuadrón 731. Las víctimas eran objeto de vivisección sin anestesia, amputaciones y fueron usadas para probar armas biológicas, entre otros experimentos. No se utilizaba anestesia porque se consideraba que afectaría los resultados. A algunas víctimas se les inyectó sangre animal en sus cuerpos.

Para determinar el tratamiento en caso de congelación, los prisioneros fueron llevados a la intemperie bajo un clima helado y expuestos sin vestimenta, periódicamente eran empapados con agua hasta que estuvieran completamente congelados. Luego, se les amputaba el antebrazo; el médico repetía el proceso con el resto del brazo. Luego de que todo el brazo había sido amputado, los médicos se centraban en las piernas hasta que solo quedaran la cabeza y el torso. Entonces, la víctima era usada para experimentos que involucraban infecciones con peste bubónica y otros patógenos.

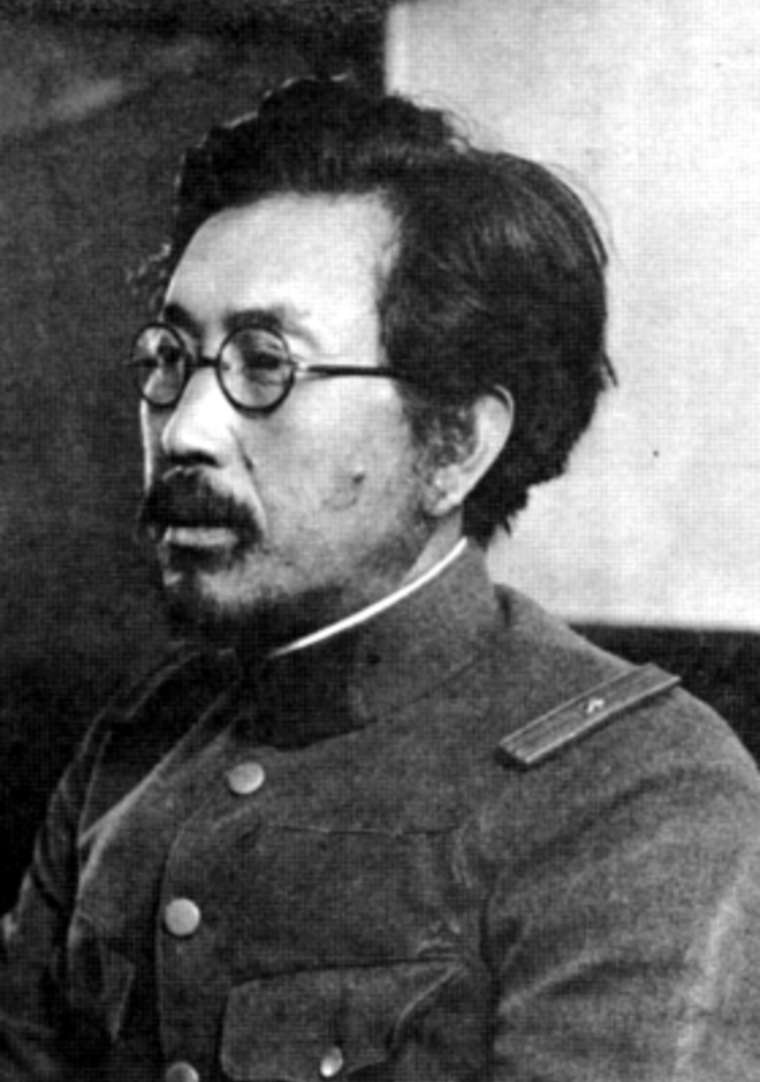
Shirō Ishii, comandante del Escuadrón 731.

Los experimentos llevados a cabo solo por el Escuadrón 731 ocasionaron tres mil muertes. Además, «decenas de miles, y quizás hasta doscientos mil, chinos murieron de peste bubónica, cólera, carbunco y otras enfermedades...», como resultado del uso de armas biológicas.
Uno de los casos más notorios de experimentación en humanos ocurrió en el mismo Japón. Al menos nueve de los doce miembros de la tripulación de un bombardero B-29 de la Fuerza Aérea del Ejército de los Estados Unidos sobrevivieron al derribo en Kyushu el 5 de mayo de 1945 (esta tripulación estaba comandada por el teniente Marvin Watkins del Grupo 29 de Bombarderos del 6.º Escuadrón de Bombarderos). El comandante del bombardero fue enviado a Tokio para ser interrogado, mientras que los otros supervivientes fueron trasladados al departamento de Anatomía de la Universidad de Kyushu en Fukuoka, donde fueron objeto de vivisecciones y asesinados.
El 11 de marzo de 1948, treinta personas, incluyendo a varios médicos fueron llevados a juicio por el Tribunal aliado de crímenes de guerra. Se desestimaron los cargos de canibalismo, pero veintitrés personas fueron halladas culpables de vivisección o de extracción ilegal de partes del cuerpo. Cinco personas fueron sentenciadas a muerte, cuatro a cadena perpetua y el resto a períodos más cortos de prisión. En 1950, el gobernador militar de Japón, el general Douglas MacArthur, conmutó todas las sentencias a muerte y redujo significativamente la mayoría de las penas de cárcel. Todos aquellos convictos en relación con la vivisección en la Universidad de Kyushu fueron liberados en 1958. La liberación y la reducción de las penas de estos convictos fue el resultado de un trato entre Japón y Estados Unidos, pues el ejército estadounidense estaba interesado en la investigación documentada por los japoneses para su propio programa de armas biológicas.
En 2006, el exoficial médico de la Armada Imperial Japonesa Akira Makino sostuvo que recibió órdenes —como parte de su entrenamiento— de llevar a cabo la vivisección de alrededor de treinta prisioneros civiles en Filipinas entre diciembre de 1944 y febrero de 1945. La cirugía incluía amputaciones.

### Uso de armas químicas
Según los historiadores Yoshiaki Yoshimi y Seiya Matsuno, el Emperador Hirohito autorizó por medio de órdenes específicas (rinsanmei) el uso de armas químicas en China. Por ejemplo, durante la Batalla de Wuhan de agosto a octubre de 1938, el Emperador autorizó el uso de gas tóxico en 375 ocasiones diferentes, a pesar del artículo 23 de las Conferencias de La Haya de 1899 y 1907, del artículo V del Tratado relativo al uso de submarinos y gases nocivos en la guerra y de una resolución adoptada por la Sociedad de Naciones el 14 de mayo que condenaba el uso de gas venenoso por parte de Japón.
En 2004, Yoshimi y Yuki Tanaka descubrieron en los Archivos Nacionales de Australia documentos que muestran que el ácido cianhídrico o cianuro de hidrógeno fue probado en prisioneros australianos y holandeses en noviembre de 1944 en las islas Kai (Indonesia).

### Hambrunas evitables
Las muertes causadas por la desviación de recursos a los ejércitos japoneses en los países ocupados son también vistos como crímenes de guerra por muchas personas. Millones de civiles en el Sureste Asiático —especialmente en Vietnam y en las Indias Orientales Neerlandesas (Indonesia), ambos fueron países con una importante producción de arroz— murieron durante una hambruna que pudo ser evitada entre 1944 y 1945.

### Tortura de prisioneros de guerra

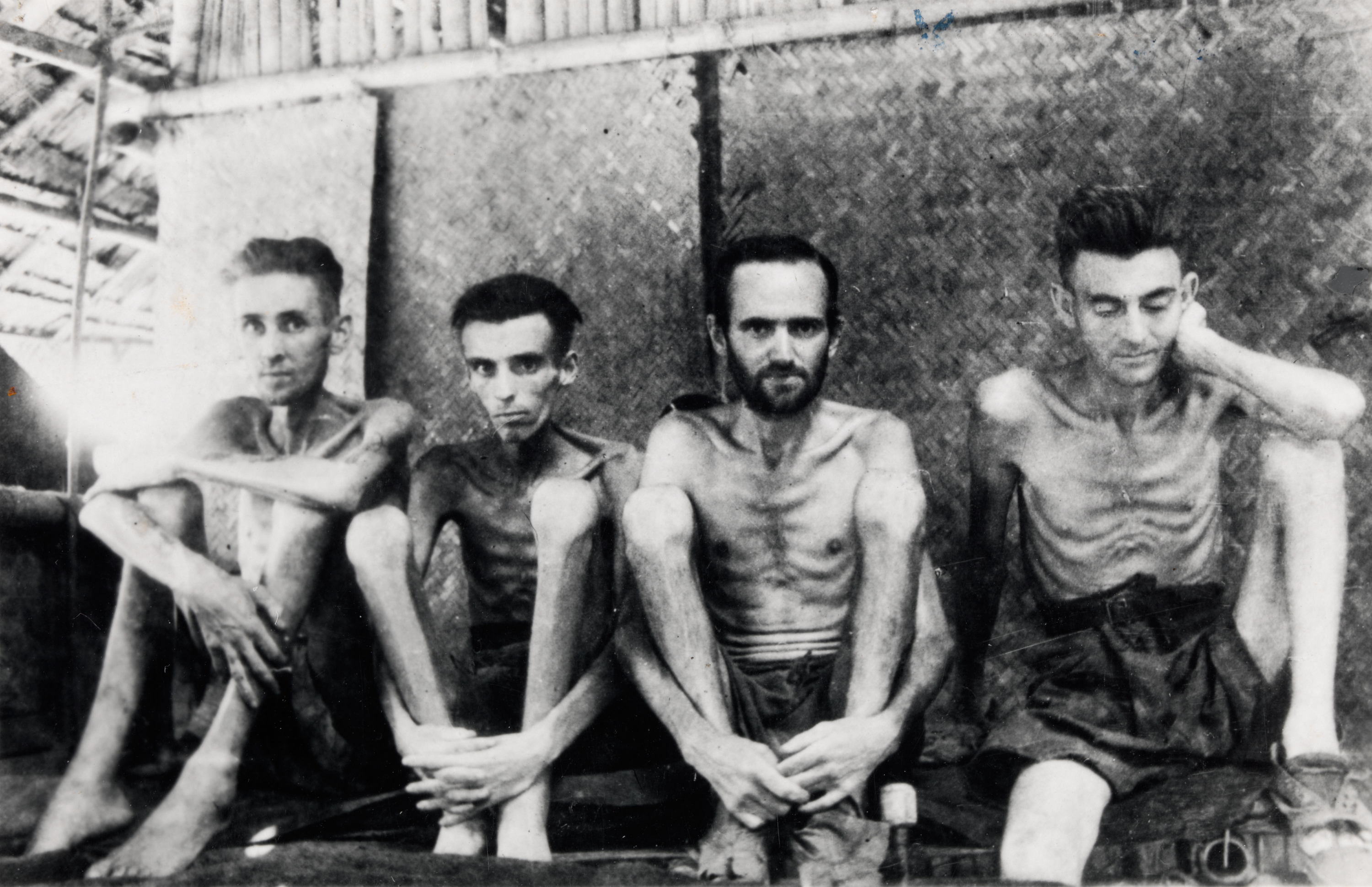
Prisioneros de guerra australianos y neerlandeses en Tarsau, Tailandia, en 1943.

También se ha reportado que las fuerzas imperiales japonesas utilizaron ampliamente la tortura en prisioneros, usualmente en un esfuerzo por conseguir información militar rápidamente. Los prisioneros torturados eran, a menudo, ejecutados más tarde. Un exoficial del Ejército japonés que sirvió en China, Uno Shintaro sostuvo:

El principal significado de recolectar información era extraer la información interrogando a prisioneros. La tortura fue una necesidad inevitable. El asesinato y el enterramiento de los cuerpos eran la secuelas naturales. Se hacía así para que no fuera descubierto. Creía y actuaba de esta manera debido a que estaba convencido de lo que estaba haciendo. Llevamos a cabo nuestro deber según fuimos instruidos por nuestros superiores. Lo hicimos por el bien de nuestro país, por nuestra obligación filial hacia nuestros ancestros. En el campo de batalla, nunca consideramos realmente a los chinos como humanos. Cuando se está ganando, los perdedores parecen verdaderamente miserables. Concluimos que el pueblo yamato [i.e., japoneses] era superior.

### Canibalismo
Muchos informes escritos y testimonios recolectados por la Sección australiana de crímenes de guerra del Tribunal de Tokio e investigados por el fiscal William Webb (el futuro juez en jefe) indicaban que el personal japonés en muchas partes de Asia y el Pacífico cometió actos de canibalismo contra los prisioneros de guerra aliados. En muchos casos, esto estuvo inspirado por los ataques siempre crecientes de los aliados a las líneas de suministro japonesas y a la muerte y la enfermedad del personal japonés como resultado del hambre; sin embargo, según el historiador Yuki Tanaka: «el canibalismo era a menudo una actividad sistemática conducida por escuadrones enteros y bajo la dirección de oficiales».
Esta actividad frecuentemente involucraba el asesinato con el propósito de asegurar los cuerpos; por ejemplo, un prisionero de guerra de La India, Havildar Changdi Ram, testificó que:

[el 12 de noviembre de 1944] el Kempeitai decapitó a un piloto [aliado]. Yo vi esta escena desde atrás de un árbol y observé a algunos de los japoneses cortando carne de sus brazos, piernas, caderas, nalgas y llevársela hacia sus cuarteles... Ellos la cortaron en pequeñas piezas y la frieron.

En algunos casos, la carne era cortada de personas con vida: otro prisionero indio, Lance Naik Hatam Ali (más tarde ciudadano de Pakistán), testificó que en Nueva Guinea:

los japoneses empezaron a seleccionar prisioneros y todos los días uno era llevado fuera, asesinado y comido por los soldados. Personalmente, vi que esto ocurría y alrededor de cien prisioneros fueron comidos en el mismo lugar por los japoneses. El resto  fuimos trasladados a otro lugar a 80 kilómetros (50 mi) de distancia, donde diez prisioneros sucumbieron a las  enfermedades. Allí, los japoneses nuevamente empezaron a seleccionar prisioneros para comérselos. Los escogidos eran llevados a una choza donde se separaba la carne de sus cuerpos mientras estaban vivos y, luego, eran tirados a una fosa donde más tarde morían.

Quizás el oficial de más alto rango condenado por canibalismo fue el teniente general Yoshio Tachibana, quien con otros once japoneses fue juzgado en relación con la ejecución de los pilotos estadounidenses y el canibalismo de, al menos, uno de ellos, en agosto de 1944, en Chichi-jima, en las Islas Ogasawara. Fueron decapitados por órdenes de Tachibana. Como ni el derecho internacional ni el militar se ocupan específicamente del canibalismo, fueron juzgados por asesinato e «impedimento de un entierro honorable». Tachibana fue sentenciado a muerte.

### Trabajo forzado
El uso de mano de obra forzada de civiles asiáticos y prisioneros de guerra por parte del ejército japonés causó también muchas muertes. Según un estudio conjunto de historiadores que incluyó a Zhifen Ju, Mitsuyoshi Himeta, Toru Kubo y Mark Peattie, más de diez millones de civiles chinos fueron movilizados por el Kōa-in (Junta de desarrollo japonés en Asia) para realizar trabajo forzado. Más de cien mil civiles y prisioneros de guerra murieron en la construcción del ferrocarril que unía Birmania con Siam.
La Biblioteca del Congreso de los Estados Unidos estima que en Java, entre cuatro y diez millones de romusha (término japonés para trabajador manual) fueron forzados a trabajar por el ejército japonés. Alrededor de 270 000 de estos trabajadores de Java fueron enviados a otras áreas ocupadas por japoneses en el Sureste Asiático. Solo 52 000 fueron repatriados a Java, lo que significaría que hubo una tasa de mortalidad del 80%.
Según el historiador Akira Fujiwara, el emperador Hirohito personalmente ratificó la decisión de eliminar las restricciones del derecho internacional (Conferencias de La Haya de 1899 y 1907) para el tratamiento de prisioneros de guerra chinos en la directiva del 5 de agosto de 1937. Esta notificación también aconsejó a los oficiales dejar de usar el término «prisioneros de guerra». La Convención de Ginebra exonera a los prisioneros de guerra de rango sargento o mayor del trabajo manual y estipula que los prisioneros que realicen algún trabajo deben ser provistos con raciones extra y otros insumos esenciales; sin embargo, Japón no era signatario de la Convención de Ginebra en esa época y las fuerzas japonesas no siguieron esta Convención.

### Mujeres de consuelo
Los términos «mujeres de consuelo» (en japonés, 慰安婦) o «mujeres de consuelo militar» (en japonés, 従軍慰安婦) fueron eufemismos utilizados para referirse a las mujeres en los burdeles militares japoneses en países ocupados, muchas de las cuales fueron reclutadas por la fuerza o por engaño y se encontraron a sí mismas siendo objeto de agresión sexual o esclavitud sexual.
En 1992, el historiador Yoshiaki Yoshimi publicó un trabajo basado en su investigación en archivos del Instituto Nacional de Estudios de Defensa en Japón. Yoshimi sostiene que existió una relación directa entre las instituciones imperiales, tales como la Kôa-in y las «estaciones de confort». Cuando los descubrimientos de Yoshimi fueron publicados en los medios noticiosos japoneses el 12 de enero de 1993, causaron gran sensación y forzaron al gobierno, representado por el Jefe del Gabinete Kato Koichi, a reconocer algunos de los hechos ese mismo día. El 17 de enero de ese año, el primer ministro Kiichi Miyazawa presentó disculpas formales por el sufrimiento de las víctimas, durante un viaje a Corea del Sur. El 6 de julio y el 4 de agosto de 1993, el gobierno japonés publicó dos declaraciones por las cuales reconocía que «las estaciones de confort fueron la respuesta a la petición de los militares de ese entonces... El ejército japonés estuvo, directa e indirectamente, involucrado en el establecimiento y el manejo de las estaciones de confort y en el traslado de las mujeres de confort» y que éstas eran «reclutadas en muchos casos contra su voluntad, a través de la persuasión y la coerción».
La controversia fue reiniciada el 1 de marzo de 2007, cuando el primer ministro de Japón Shinzō Abe insinuó que un comité de la Cámara de Representantes de los Estados Unidos llamaría al gobierno japonés para «reconocer y disculparse por» el papel del Ejército Imperial Japonés durante la guerra con respecto a la esclavitud sexual. Sin embargo, Abe negó que esto aplicara a las estaciones de confort, pues afirmó que «no existe evidencia que pruebe que hubo coerción ni nada que lo apoye». Los comentarios de Abe provocaron reacciones negativas fuera de Japón. Por ejemplo, un editorial del New York Times del 6 de marzo de 2007 sostuvo:

Estos no fueron burdeles comerciales. La fuerza, explícita e implícita, fue usada en el reclutamiento de estas mujeres. Lo que le sucedió a ellas fue una violación en serie, no prostitución. La implicación del Ejército japonés está documentada en los propios archivos de defensa del gobierno. Un oficial de alto rango en Tokio más o menos se disculpó por este crimen horrendo en 1993... Ayer, reconoció la pseudo disculpa de 1993, pero solo como parte de una declaración preventiva con la cual su gobierno rechazaría el pedido, ahora pendiente en el Congreso de los Estados Unidos, para una disculpa oficial. Los Estados Unidos no son el único país interesado en ver que Japón acepte tardíamente una responsabilidad completa. Corea y China también están furiosos por años de evasivas japonesas sobre el tema.

El mismo día, el soldado veterano Yasuji Kaneko admitió al The Washington Post que:

...las mujeres gritaban, pero no nos importaba si las mujeres vivían o morían. Eramos los soldados del Emperador. En burdeles militares o en aldeas, violábamos sin renuencia.

El 7 de abril de 2007, Yoshimi y otro historiador, Hirofumi Hayashi, anunciaron el descubrimiento en los archivos del Tribunal de Tokio, documentos oficiales que sugieren que las fuerzas imperiales, tales como la Tokeitai (policía secreta naval), coercionaban directamente a mujeres para trabajar en burdeles en la línea de batalla en China, Indochina e Indonesia. Estos documentos fueron hechos públicos inicialmente en el juicio por crímenes de guerra. En uno de ellos, un Teniente es citado al confesar haber organizado un burdel y haberlo usado él mismo. Otro fuente menciona que miembros del Tokeitai arrestaban mujeres en las calles y, tras realizarles exámenes médicos obligados, las ponían en burdeles.
El 12 de mayo de 2007, el periodista Taichiro Kaijimura anunció el descubrimiento de treinta documentos del gobierno holandés presentados en el Tribunal de Tokio, como evidencia de un incidente de prostitución forzada masiva en 1944 en Magelang. En otros casos, algunas víctimas procedentes de Timor Oriental testificaron que fueron forzadas cuando no tenían edad suficiente para empezar a menstruar y fueron repetidamente violadas por soldados japoneses.
Una «mujer de confort» holandesa-indonesia, Jan Ruff-O'Hearn (ahora residente en Australia), que dio evidencia al comité de los Estados Unidos, dijo que el gobierno japonés no ha tomado responsabilidad por sus crímenes, que no quiere pagar compensación a las víctimas y que quiere reescribir la historia. Ruff-O'Hearn afirmó que había sido violada «día y noche» durante tres meses por soldados japoneses, cuando tenía veintiún años de edad.
Hasta el día de hoy, solo una mujer japonesa ha publicado su testimonio. Esto fue en 1971, cuando una ex «mujer de confort» forzada a trabajar para soldados showa en Taiwán publicó sus memorias bajo el seudónimo de Suzuko Shirota.
Existen diferentes teorías sobre el lugar de origen de las mujeres de confort. Mientras muchas fuentes sostienen que la mayoría de mujeres provenía de Japón; otras, incluyendo a Yoshimi, argumentan que doscientas mil mujeres, en su mayoría de Corea y China y algunos otros países como Filipinas, Taiwán, Birmania, las Indias Orientales Neerlandesas, Holanda, y Australia, fueron forzadas a emprender tal actividad sexual.
El 26 de junio de 2007, el Comité de Asuntos Exteriores de la Cámara de Representantes de los Estados Unidos entregó una resolución que sostenía que Japón «debía reconocer, disculparse y aceptar su responsabilidad histórica en una manera clara e inequívoca por la coerción de sus militares hacia mujeres en esclavitud sexual durante la guerra». El 30 de julio de 2007, la Cámara de Representantes de los Estados Unidos aprobó la resolución, mientras el primer ministro de Japón Shinzō Abe sostenía que esta decisión era «lamentable».

### Saqueos
Muchos historiadores sostienen que el gobierno japonés y personal militar individual participaron en saqueos extensos durante el periodo de 1895 a 1945. La propiedad robada incluía terrenos privados, así como diferentes clases de bienes valiosos saqueados de los bancos, depósitos, templos, iglesias, otros locales comerciales, mezquitas, museos y casas privadas.
Sterling y Peggy Seagrave, en su libro de 2003 Gold Warriors: America’s secret recovery of Yamashita's gold, informan que fueron creados depósitos secretos para los bienes saqueados en todo el Sureste Asiático por el ejército japonés en Filipinas durante 1942–1945. Argumentan que el robo fue organizado a escala masiva, bien por gángsters de la Yakuza, como Yoshio Kodama, o bien por oficiales a la orden del emperador Hirohito, quien quería asegurar que la mayor cantidad posible de lo procedido por este medio se remitiera al gobierno. Asimismo, afirmaron que Hirohito designó a su hermano, el Príncipe Chichibu, para que encabezara una organización secreta denominada Kin no yuri (Azucena dorada) para este propósito.

## Reacciones posteriores a 1945

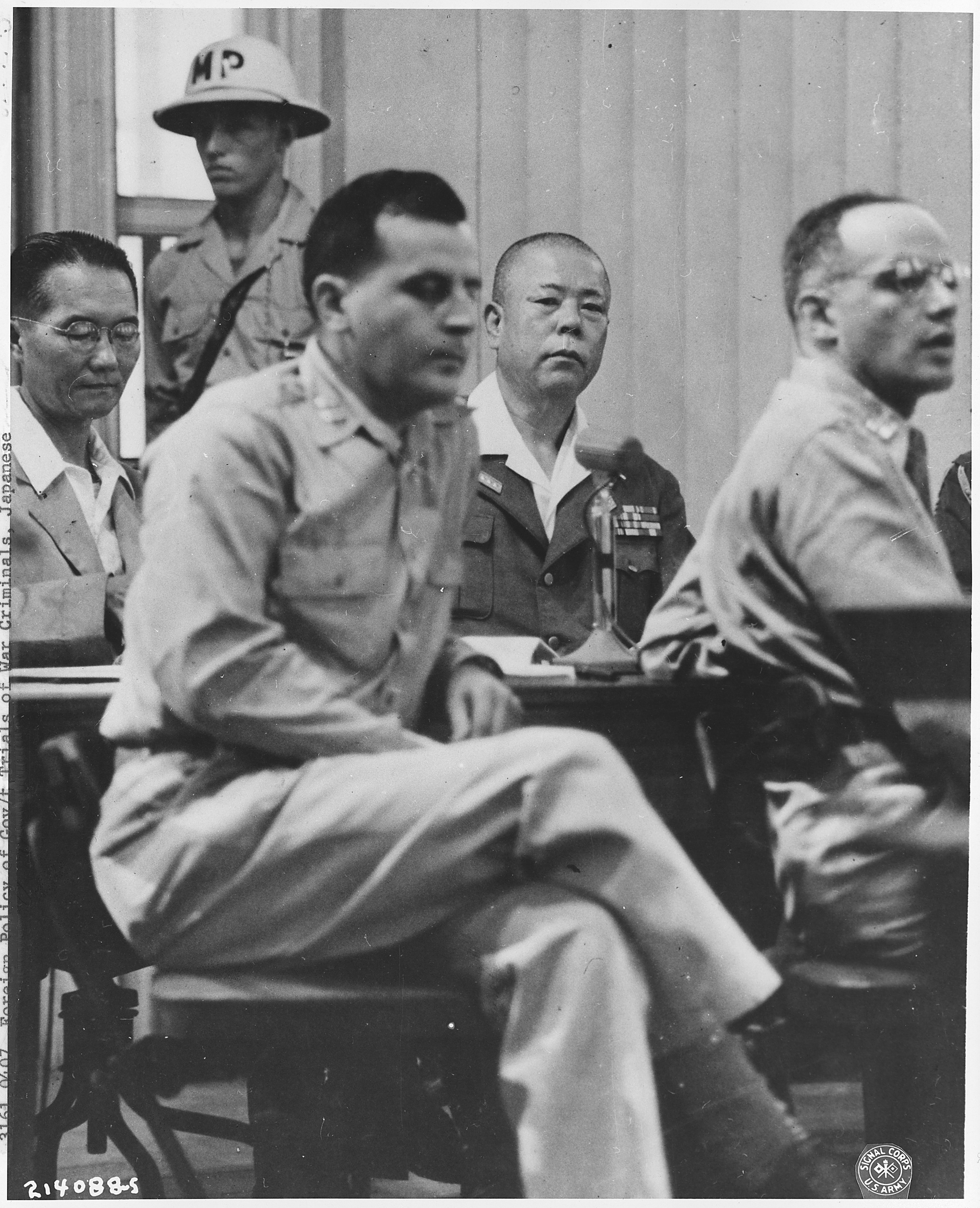
El general Tomoyuki Yamashita (segundo de la derecha) fue juzgado en Manila entre el 29 de octubre y el 7 de diciembre de 1945, por una comisión militar estadounidense, por cargos referidos a la Masacre de Manila y a episodios previos en Singapur, por lo que fue sentenciado a muerte. El caso sentó un precedente con respecto a la responsabilidad de los comandantes en crímenes de guerra, que es conocido como el Estándar Yamashita o la Responsabilidad del Comandante. La legitimidad del juicio precipitado ha sido puesta en cuestión.

Poco después del fin de la guerra, las potencias aliadas procesaron a 25 individuos como criminales de guerra de Clase A, mientras que 5700 personas fueron acusadas como criminales de guerra Clase B o Clase C por distintos tribunales criminales aliados. De estos, 984 fueron inicialmente condenados a pena de muerte, 920 fueron realmente ejecutados, 475 recibieron sentencias a cadena perpetua, 2944 recibieron penas de cárcel, 1018 fueron absueltos y 279 no fueron sentenciados o llevados a juicio. Estas cifras incluyen a 178 taiwaneses y a 148 coreanos. Los cargos de Clase A fueron juzgados por el Tribunal Penal Militar Internacional para el Lejano Oriente, también conocido como los Juicios de Tokio. Se formaron otras cortes en diferentes lugares en el Asia y el Pacífico.

### Los Juicios de Tokio
El Tribunal Penal Militar Internacional para el Lejano Oriente fue formado para juzgar a personas acusadas en el mismo Japón. Los oficiales de alto rango que fueron procesados incluyeron a Koichi Kido y a Sadao Araki. Tres ex primeros ministros (no elegidos): Kōki Hirota, Hideki Tōjō y Kuniaki Koiso fueron declarados culpables de crímenes de guerra Clase A. Muchos líderes militares también fueron encontrados culpables. Dos personas sentenciadas como criminales de guerra Clase A sirvieron como ministros en los gobiernos japoneses de la posguerra, si bien no tuvieron conexión directa con los supuestos crímenes de guerra cometidos por las fuerzas japonesas y los gobiernos extranjeros nunca sacaron el tema cuando fueron designados:
- Mamoru Shigemitsu fungió de ministro de Relaciones Exteriores tanto durante la guerra como en el gobierno de posguerra de Ichirō Hatoyama.
- Okinori Kaya fue ministro de Finanzas durante la guerra y, después, sirvió como ministro de Justicia en el gobierno de Hayato Ikeda.

Hirohito y todos los miembros de la familia imperial implicados en la guerra, como los príncipes Chichibu, Asaka, Takeda y Higashikuni, fueron exonerados de procesamientos criminales por MacArthur, con la ayuda del oficial Bonner Fellers, quien permitió que los principales sospechosos criminales coordinaran sus historias para que se evitara que el Emperador fuera acusado. Muchos historiadores critican esta decisión. Según John Dower, «con todo el apoyo de la oficina central de MacArthur, la acusación funcionó, en efecto, como un equipo de defensa del Emperador». Incluso activistas japoneses que aprueban las Cartas de Núremberg y Tokio y que han trabajado en la documentación y publicación de las atrocidades del régimen Showa, «no pueden defender la decisión estadounidense de exonerar al Emperador de la responsabilidad por la guerra y, luego, en el punto álgido de la Guerra Fría, liberar y poco después aceptar abiertamente a criminales de guerra acusados del ala derecha, como el que sería primer ministro Nobusuke Kishi». Para Herbert Bix, «las medidas verdaderamente extraordinarias de MacArthur para salvar a Hirohito de un juicio como criminal de guerra tuvieron un impacto duradero y profundamente distorsionante en el entendimiento japonés de la guerra perdida».

### Otros tribunales

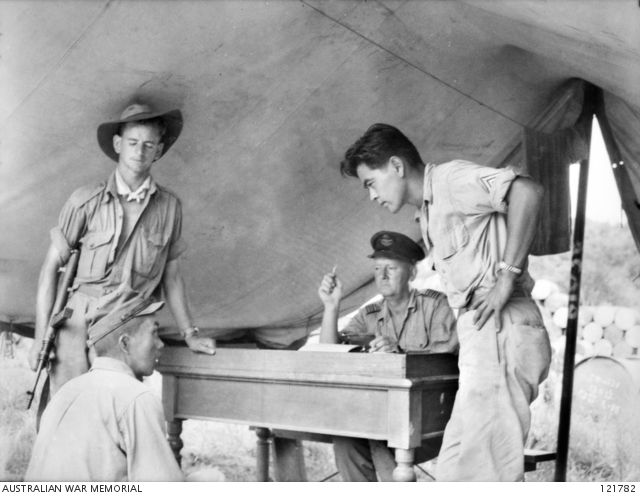
26 de octubre de 1945, Sandakan, ciudad de Sabah en Borneo Septentrional. Durante la investigación sobre las Marchas de la muerte de Sandakan y otros incidentes, el sargento Hosotani Naojo (a la izquierda, sentado), un miembro de la unidad del Kempeitai en Sandakan, es interrogado por el líder del escuadrón F. G. Birchall (segundo a la derecha) de la Real Fuerza Aérea Australiana y por el sargento Mamo (a la derecha), un miembro nisei del Ejército estadounidense, traductor aliado. Naoji confesó haber disparado a dos prisioneros de guerra australianos y a cinco civiles chinos.

Entre 1946 y 1951, unos 5600 japoneses fueron procesados en más de 2200 tribunales fuera de Japón, como por ejemplo en los Juicios sobre crímenes de guerra de Jabárovsk. Los jueces que presidían los tribunales procedían de Estados Unidos, China, el Reino Unido, Australia, Holanda, Francia, la Unión Soviética, Nueva Zelandia, India y Filipinas. Además, los comunistas chinos también emprendieron una serie de juicios en contra de personal japonés. Más de 4400 japoneses fueron condenados y alrededor de mil fueron sentenciados a la pena de muerte. El mayor juicio fue el de 93 japoneses, acusados de haber matado extrajudicialmente a más de trescientos prisioneros aliados en la Masacre de Laha (1942).
El coreano más prominente condenado fue el teniente general Hong Sa Ik, quien orquestó la organización de campos de prisioneros de guerra en el Sureste Asiático. En 2006, el gobierno surcoreano indultó a 83 de los 148 criminales de guerra coreanos condenados.

### Disculpas oficiales
El gobierno japonés considera que las posiciones legales y morales con respecto a los crímenes de guerra están separadas. Por ello, si bien se afirma que Japón no violó leyes o tratados internacionales, los gobiernos japoneses han reconocido oficialmente el sufrimiento que ha causado el ejército japonés y se han emitido numerosas disculpas. Por ejemplo, el primer ministro de Japón Tomiichi Murayama sostuvo en agosto de 1995 que Japón «a través de su mandato colonial y agresión causó un daño y sufrimiento tremendo a los pueblos de muchos países, particularmente, aquellos de naciones asiáticas» y expresó sus «sentimientos de profundo remordimiento» y expresó su «sincera disculpa». Asimismo, el 29 de septiembre de 1972, el primer ministro de Japón Kakuei Tanaka sostuvo que «la parte japonesa está muy consciente de la responsabilidad por el serio daño que causó Japón en el pasado al pueblo chino por medio de la guerra y lo reprocha profundamente».
No obstante, las disculpas oficiales han sido ampliamente vistas, por muchos de los sobrevivientes de tales crímenes o por las familias de las víctimas, como inadecuadas o solamente como un intercambio simbólico. En octubre de 2006, mientras el primer ministro Shinzō Abe expresaba una disculpa por el daño causado por el dominio colonial y la agresión, más de ochenta legisladores japoneses del partido gobernante LDP visitaron el Santuario Yasukuni. Muchas personas ofendidas por los crímenes de guerra japoneses afirmaron que no se había emitido ninguna disculpa por actos particulares y que el gobierno japonés había expresado meramente «pesar» o «remordimiento». El 2 de marzo de 2007, el tema salió a flote nuevamente por el primer ministro Shinzō Abe, cuando negó que los militares forzaron a las mujeres a una esclavitud sexual durante la Segunda Guerra Mundial. Declaró que «el hecho es que no existe evidencia que pruebe que hubo coerción». Antes de que se manifestara, un grupo de legisladores del Partido Democrático Liberal también procuraron revisar la disculpa de 1993 de Yohei Kono a las exmujeres de confort; sin embargo, esto provocó una reacción negativa de los países asiáticos y en Occidente.
Algunos en Japón han aseverado que lo que se demanda es que el primer ministro o el Emperador realicen una dogeza, en la cual un individuo se arrodilla e inclina la cabeza hasta el piso —una gran forma de disculpa en las sociedades del Sureste Asiático— que Japón no se muestra dispuesto a hacer. Algunos señalan el acto realizado por el Canciller de Alemania Willy Brandt, quien se arrodilló ante un monumento a las víctimas judías del Gueto de Varsovia en 1970, como un ejemplo de un acto efectivo de disculpa y reconciliación similar a una dogeza, aunque no todos están de acuerdo con ello.
Citando la acción de Brandt como un ejemplo, John Borneman, profesor asociado de Antropología en la Universidad de Cornell, sostiene que «una disculpa representa un intercambio no material o puramente simbólico, por el cual el malhechor voluntariamente rebaja su propio estatus como persona». Además, Borneman afirma que una vez que este tipo de disculpa es dada, la parte lastimada debe perdonar y buscar la reconciliación porque si no lo hace, la disculpa no tendría ningún efecto. La partida lastimada puede rechazar la disculpa por varias razones, una de las cuales es impedir la reconciliación porque «al mantener viva la memoria de la herida, se impide una afirmación de humanidad mutua al instrumentalizar el poder grabado en el estatus de una víctima permanente».
Por ello, algunos argumenta que la renuencia de una nación a aceptar los gestos conciliatorios que Japón ha hecho pueden deberse a que la nación no piensa que Japón se ha «rebajado» lo suficiente para otorgar una disculpa sincera. De otra parte, otros sostienen que tal nación particular está escogiendo rechazar la reconciliación en busca de un estatus permanente de víctima, como una manera de intentar imponer su poder sobre Japón.

### Compensaciones
Existe una percepción extendida de que el gobierno japonés no ha aceptado la responsabilidad legal respecto a la compensación y, como una consecuencia directa de esta negación, ha fallado en compensar a las víctimas individuales de las atrocidades japonesas. En particular, varias organizaciones prominentes pro derechos humanos y derechos de la mujer insisten en que Japón todavía tiene una responsabilidad moral y legal de compensar a las víctimas individuales, especialmente a las esclavas sexuales enroladas por el ejército japonés en los países ocupados y que fueron conocidas como «mujeres de confort».
Oficialmente, el gobierno japonés aceptó el requerimiento de compensación monetarias a las víctimas de los crímenes de guerra, como se específica en la Declaración de Potsdam. Los detalles de esta compensación han recaído en tratados bilaterales con países individuales, excepto Corea del Norte porque Japón reconoce a Corea del Sur como el único gobierno legítimo de la península de Corea. En los países asiáticos involucrados, los reclamos para una compensación o bien fueron abandonados por sus respectivos países o bien fueron pagados por Japón bajo un entendimiento específico que debía ser usado para compensación individual; sin embargo, en algunos casos, como en Corea del Sur, el gobierno no pagó la compensación a las víctimas, sino que en lugar de ello, se usó el dinero para proyectos cívicos. Debido a ello, gran número de víctimas individuales en Asia no recibió ninguna compensación.
Por consiguiente, la posición del gobierno japonés es que la vía adecuada para posteriores reclamos son los gobiernos de los respectivos demandantes. Como resultado, ninguna demanda de compensación individual llevada a los tribunales japoneses ha tenido éxito. Tal fue el caso del prisionero de guerra británico que no tuvo éxito en su intento de demandar al gobierno japonés por dinero adicional para compensación. Por ello, el gobierno británico pagó una compensación adicional a todos los prisioneros de guerra británicos. Hubo quejas en Japón de que los medios de comunicación internacionales simplemente afirmaban que el ex prisionero de guerra demandaban compensación y no esclarecieron que estaba buscando una compensación «adicional», además de aquella pagada previamente por el gobierno japonés.
Un pequeño número de demandas ha sido llevada a los tribunales estadounidenses, aunque estas también han sido rechazadas.
Durante la negociación del tratado con Corea de Sur, el gobierno japonés propuso que pagaría una compensación a las víctimas individuales coreanas, de acuerdo con los pagos realizados a los prisioneros de guerra occidentales. En su lugar, el gobierno coreano insistió en que Japón pague dinero de manera colectiva al gobierno coreano y eso fue lo que ocurrió. Luego, el gobierno de Corea del Sur usó los fondos para financiar el desarrollo económico del país. El contenido de las negociaciones no fue revelado por el gobierno coreano hasta el año 2004, aunque era de público conocimiento en Japón. Debido a la publicación de la información por el gobierno coreano, una serie de demandantes han dado un paso adelante y están intentando demandar al gobierno para obtener una compensación individual.
Están aquellos que insisten en que debido a que los gobiernos de la República Popular de China y de Taiwán abandonaron sus demandas por compensación monetaria, entonces la responsabilidad moral o legal con respecto a la compensación corresponde a estos gobiernos. Tales críticas también señalan que incluso aunque estos gobiernos abandonaron sus demandas, firmaron tratados que reconocían la transferencia de los bienes coloniales japoneses a los gobiernos respectivos. Por tanto, afirmar que estos gobiernos no recibieron ninguna compensación de Japón es incorrecto, y que ellos podían haber compensado a las víctimas individuales del procedido de tales transferencias; sin embargo, otros discuten que los bienes coloniales japoneses en gran proporción fueron hechos o robados por medio de la extorsión o la fuerza en los países ocupados, como fue claramente el caso de las obras de arte coleccionadas (o robadas) por los nazis durante la Segunda Guerra Mundial a lo largo de Europa.
Si bien el gobierno japonés no ha admitido ninguna responsabilidad legal por las denominadas «mujeres de confort», en 1995 estableció el Fondo para las Mujeres Asiáticas, el cual otorga dinero a las personas que sostienen haber sido forzadas a prostituirse durante la guerra. Aunque esta organización fue instaurada por el gobierno, legalmente ha sido creada como si fuera una institución de caridad independiente. Las actividades del fondo han sido controvertidas en Japón, así como para las organizaciones internacionales que apoyan a las mujeres afectadas.
Algunos argumentan que tal fondo es parte de una negativa en curso por parte del gobierno japonés para no afrontar sus responsabilidades, mientras que otros sostienen que el gobierno japonés ya ha cumplido con su responsabilidad hacia las víctimas individuales y está meramente corrigiendo los errores de los propios gobiernos de las víctimas. La realidad es que, sin una disculpa sincera e inequívoca por parte del gobierno japonés, la mayoría de las mujeres de confort sobrevivientes se niegan a aceptar estos fondos.

### Investigaciones posteriores
Como las investigaciones sobre los crímenes de guerra nazis, las investigaciones y pesquisas oficiales están todavía en marcha. Durante los años 1990, el gobierno surcoreano empezó a investigar a algunos individuos que presuntamente se habían enriquecido mediante la colaboración con los militares japoneses. En Corea del Sur también se alega que durante el clima político de la Guerra Fría, muchos de estos individuos o sus asociados o familiares fueron capaces de adquirir influencia gracias a la riqueza que habían adquirido al colaborar con los japoneses y apoyaron el encubrimiento o en la no-investigación de crímenes de guerra para evitar ser incriminados. Con el dinero que amasaron durante los años de colaboración, pudieron beneficiar a sus familias al poder solventar educación superior para sus familiares.
Algunas organizaciones no-gubernamentales e individuos también han llevado a cabo sus propias investigaciones. Por ejemplo, en 2005, el periodista surcoreano Jung Soo-woong ubicó en Japón a algunos descendientes de personas involucradas en el asesinato de Myeonseong de Joseon, la última emperatriz de Corea. El asesinato fue dirigido por el grupo ultranacionalista Genyōsha (Sociedad del Océano Negro/Oscuro), quizás bajo los auspicios del gobierno japonés debido a la participación de la Emperatriz en los intentos para reducir la influencia japonesa en Corea. Jung grabó las disculpas de los descendientes de dos de los presuntos asesinos, quienes fueron identificados como los japoneses Shigeaki Kunitomo y Kakitsu Ieiri.
Al continuar estas investigaciones se encontraba cada vez más evidencias. Se ha alegado que el gobierno japonés destruyó intencionalmente los informes sobre las mujeres de confort coreanas. Algunos han citado registros de inventarios japoneses y hojas de empleados en el campo de batalla como evidencia para su reclamo. Por ejemplo, uno de los nombres en estas listas fue el de una mujer de confort que declaró que fue forzada a convertirse en prostituta por los japoneses. Fue clasificada como enfermera junto con al menos una docena de otras mujeres de confort quienes no fueron ni enfermeras ni secretarias. Actualmente, el gobierno surcoreano está en la búsqueda de cientos de otros nombres en estas listas.
A menudo es difícil obtener información sensible sobre la ocupación japonesa de Corea. Muchos argumentan que esto se debe al hecho de que el gobierno de Japón se ha esforzado en encubrir muchos incidentes que, de otra manera, habrían llevado a una severa crítica internacional. Por su parte, los coreanos han expresado a menudo su aborrecimiento frente a la experimentación médica en seres humanos llevada a cabo por el Ejército Imperial Japonés, donde las personas se convertían en forraje como sujetos humanos de prueba en experimentos macabros como las pruebas con nitrógeno líquido o armas biológicas. Aunque han sobrevivido algunos testimonios vívidos y perturbadores, han sido en gran parte negados por el gobierno japonés incluso hoy en día.
Actualmente, los encubrimientos por parte de Japón y otros países como el Reino Unido han sido expuestos paulatinamente a medida que se llevan a cabo más investigaciones exhaustivas. «Los británicos y japoneses intentaron mantener en secreto uno de los peores crímenes de guerra de la Segunda Guerra Mundial». La razón del encubrimiento fue debido a que los ministros británicos querían poner fin a los juicios por crímenes de guerra pronto para mantener buenas relaciones con Japón e impedir la propagación del comunismo.

## Principales incidentes
- Masacre del hospital Alexandra
- Marcha de la muerte en Bataan
- Marchas de la muerte de Sandakan
- Batalla de Changde
- Hell ship
- Masacre de Manila
- Masacre de Nankín
- Masacre de Palawan
- Escuadrón 731
- Batalla de la Isla Wake
- Ferrocarril de Birmania